# Kadalur, Maddur
Kadalur là một làng thuộc tehsil Maddur, huyện Mandya, bang Karnataka, Ấn Độ.